# Calanque de Sormiou

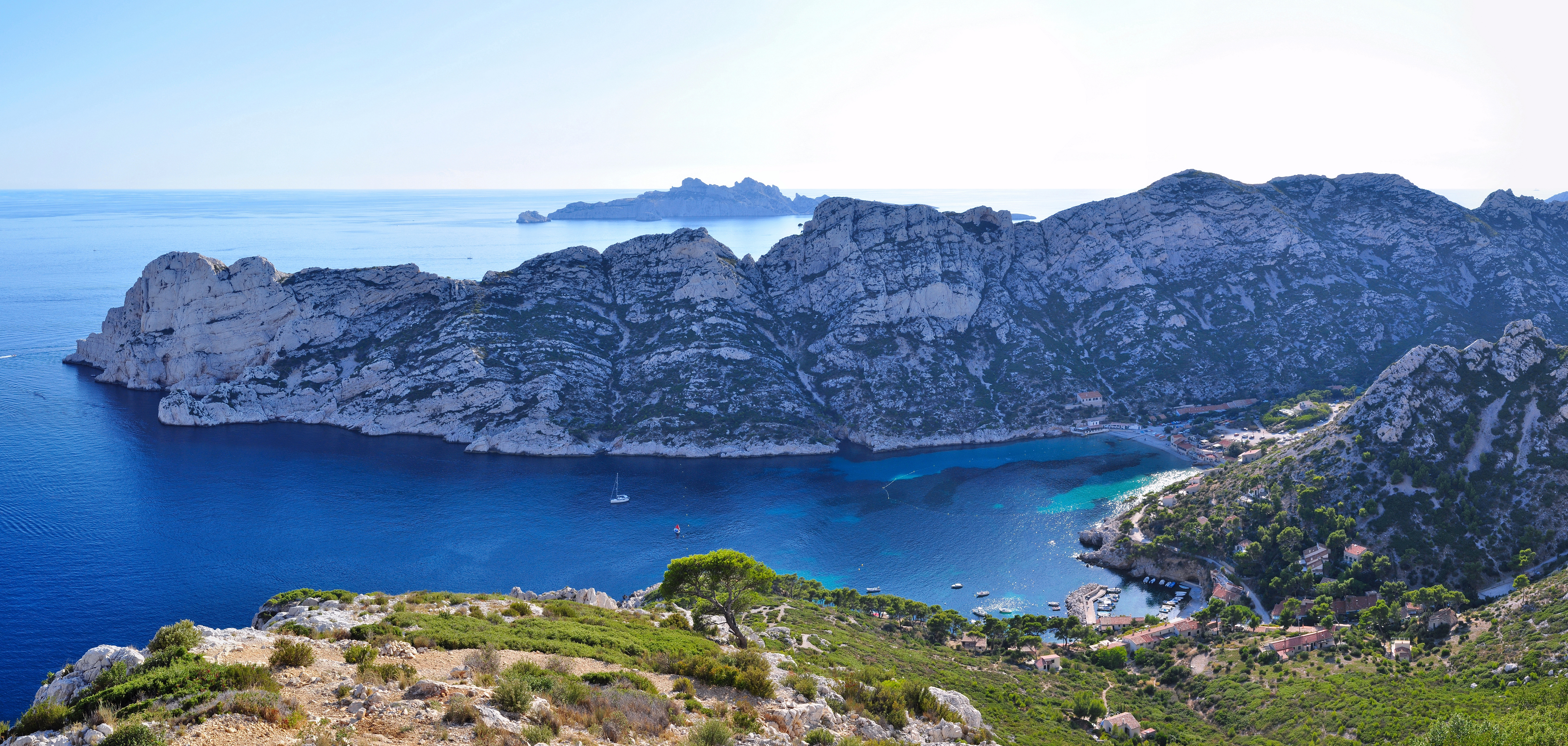
Vue sur la calanque de Sormiou.

La calanque de Sormiou est une calanque située dans le 9e arrondissement de Marseille. Elle fait partie du massif des Calanques, sur le littoral de la Méditerranée entre Marseille et Cassis, et plus généralement du parc national des Calanques.

## Situation et accès
Cette calanque est encadrée par les deux presqu'îles formées au sud-ouest par la « crête de Sormiou » et au nord-est par la « crête de Morgiou » qui la sépare de la calanque de Morgiou.
A proximité de la calanque, se trouvent trois îles : Riou, Plane et Jaïre.

## Fréquentation
La calanque de Sormiou est l'une des calanques les plus fréquentées par les Marseillais. Elle est accessible aux véhicules en dehors de la saison estivale, par la Cayolle ; son accès à pied est possible depuis les Baumettes par des sentiers.

## Habitations
La calanque de Sormiou fait partie des rares calanques habitées (une centaine de cabanons) et abrite un petit port protégé par une digue. En 1992, un projet de modification du plan d'occupation des sols (POS) de Marseille visant notamment à élargir les possibilités d'urbanisation, a entraîné la création par des membres du cosina[Quoi ?] de l'Union Calanques Littoral (UCL), pendant que les « cabanonniers », qui voulaient conserver leurs acquis, se fédéraient en une Association des calanquais de Sormiou, réussissant à y limiter l'urbanisation. Les cabanons se transmettent de génération en génération.

## Patrimoine naturel
Comme sur toute la côte Est de la Méditerranée française, l'eau y est particulièrement claire.
La calanque présente des parois immergées et des fonds d'une grande richesse écologique animale et végétale, bien que située à quelques kilomètres seulement d'une agglomération d'un million d'habitants.
Durant l'été 1998, la calanque de Sormiou est à nouveau dévastée par un incendie, dont l'origine pourrait être criminelle.

## Activités

### Randonnée pédestre
La calanque de Sormiou constitue le point de départ ou de passage de nombreux sentiers de randonnée pédestre balisés.

## Caractéristiques
La direction du nautisme et des plages de la ville de Marseille décrit ainsi la plage de Sormiou[réf. souhaitée] :
- Nom : calanque de Sormiou.
- Situation : 9e arr. de Marseille ;
- Accès : voiture réglementé ;
- Surface plage : 536 m2 (61 mètres de plage) ;
- Nature du sol : sable ;
- Orientation : sud-est ;
- Surveillance du 8 juin au 2 septembre : nageurs sauveteurs ; 1 vigie de la police nationale, Ville de Marseille, 9 h-18 h ;
- Ouvrages de protection :  zone réservée uniquement à la baignade (ZRUB) ;
- Aménagements spécifiques : 2 pédalos ;
- Activités et animations : zone de départ d'activités nautiques jouxtant la ZRUB ;
- Restauration : restaurant gastronomique ;
- Jours de fermeture : 0,5 en 2006

## Galerie de photographies

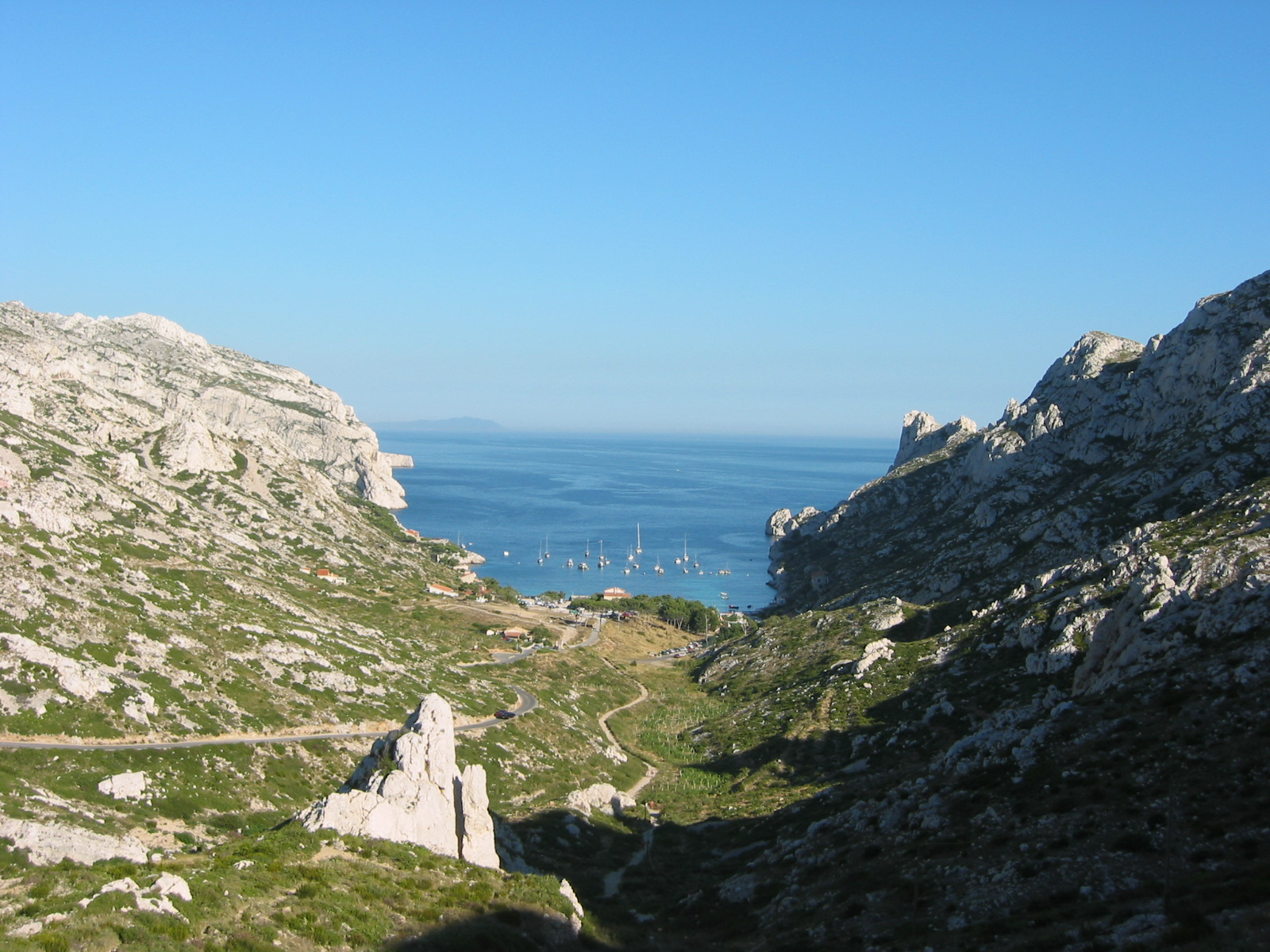
La calanque de Sormiou en 2002, vue depuis le col de Sormiou
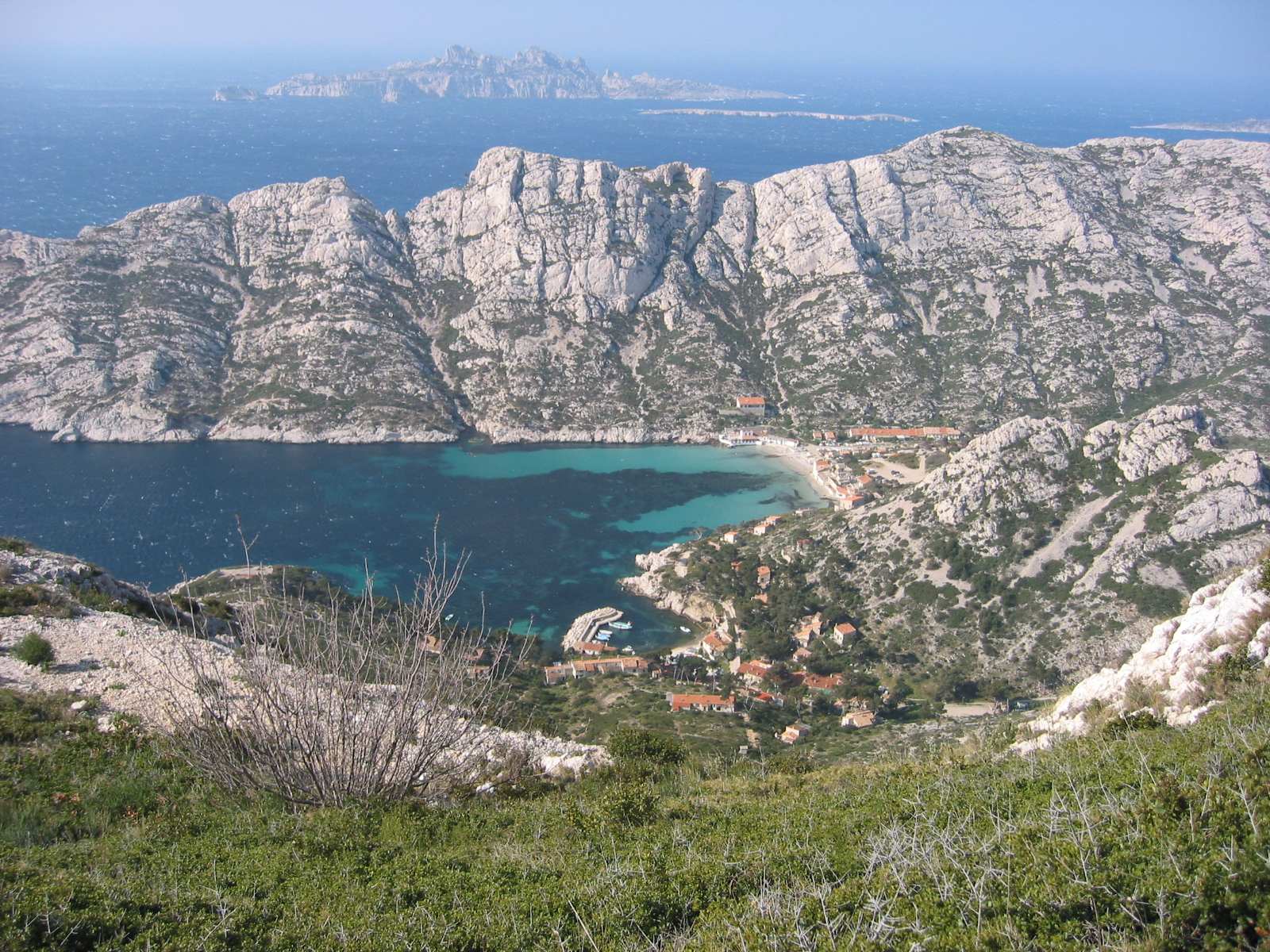
La calanque et, au loin, l'île de Riou
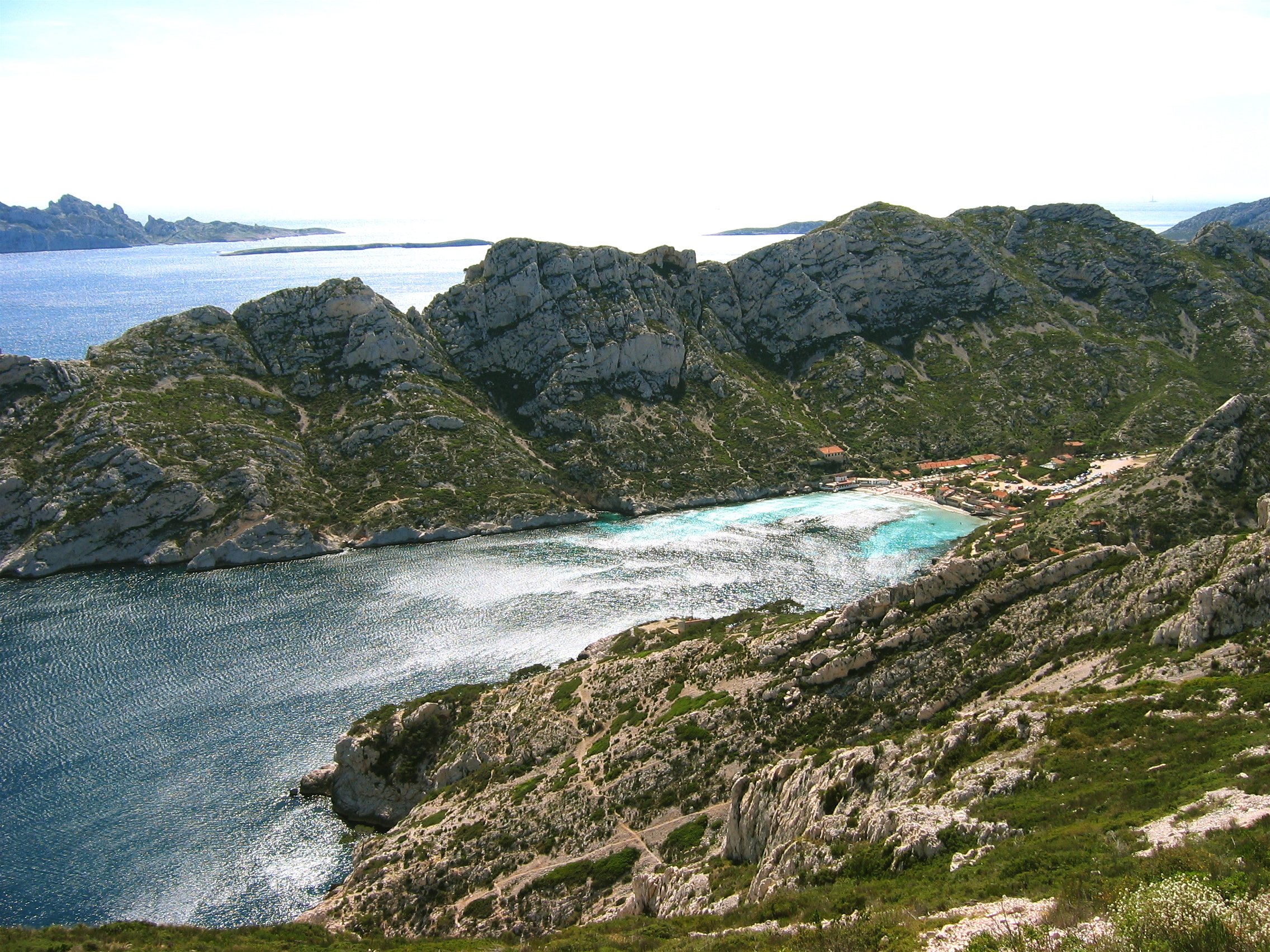
La calanque, sa plage et les îles
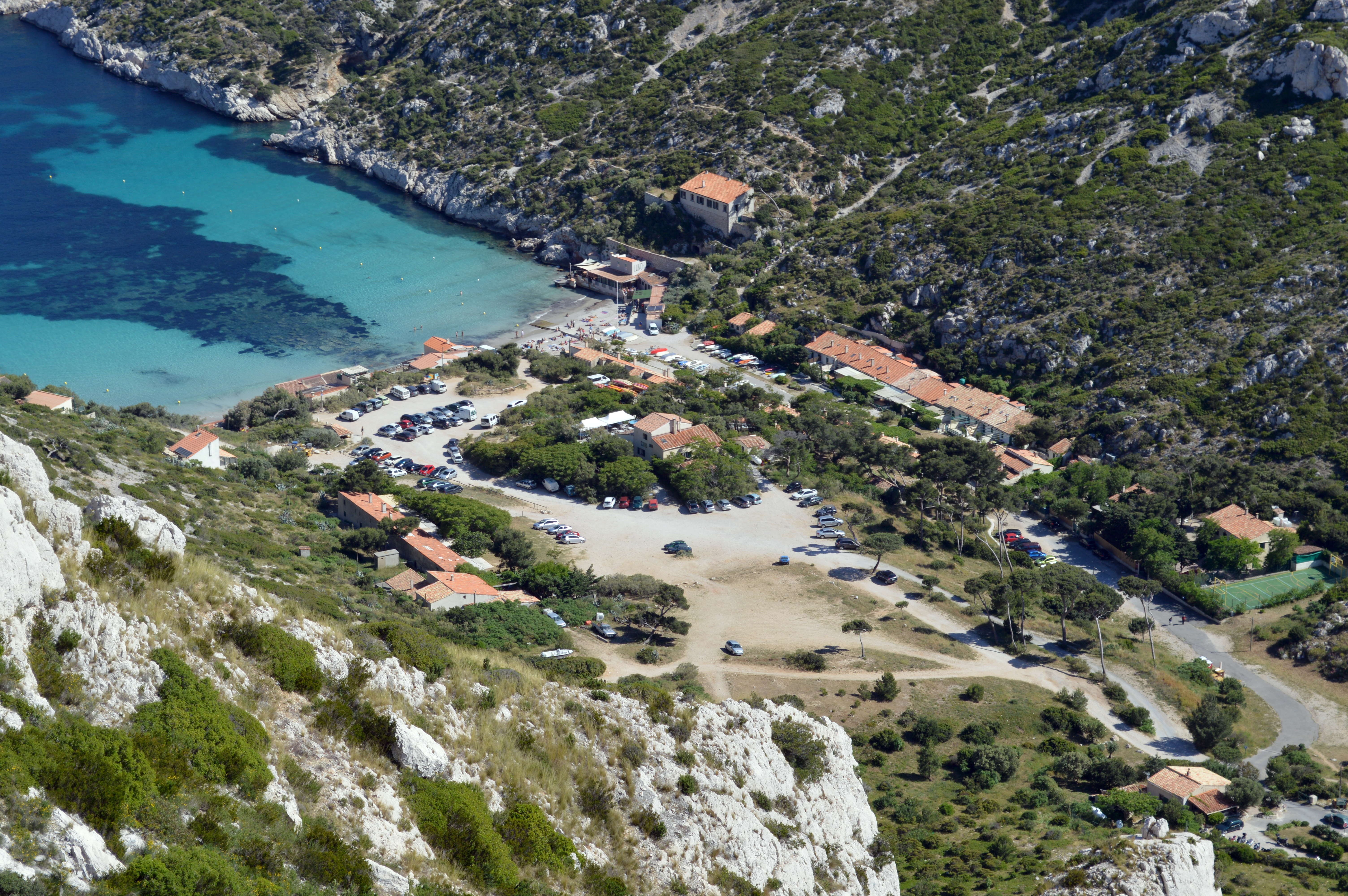
Vue de Sormiou
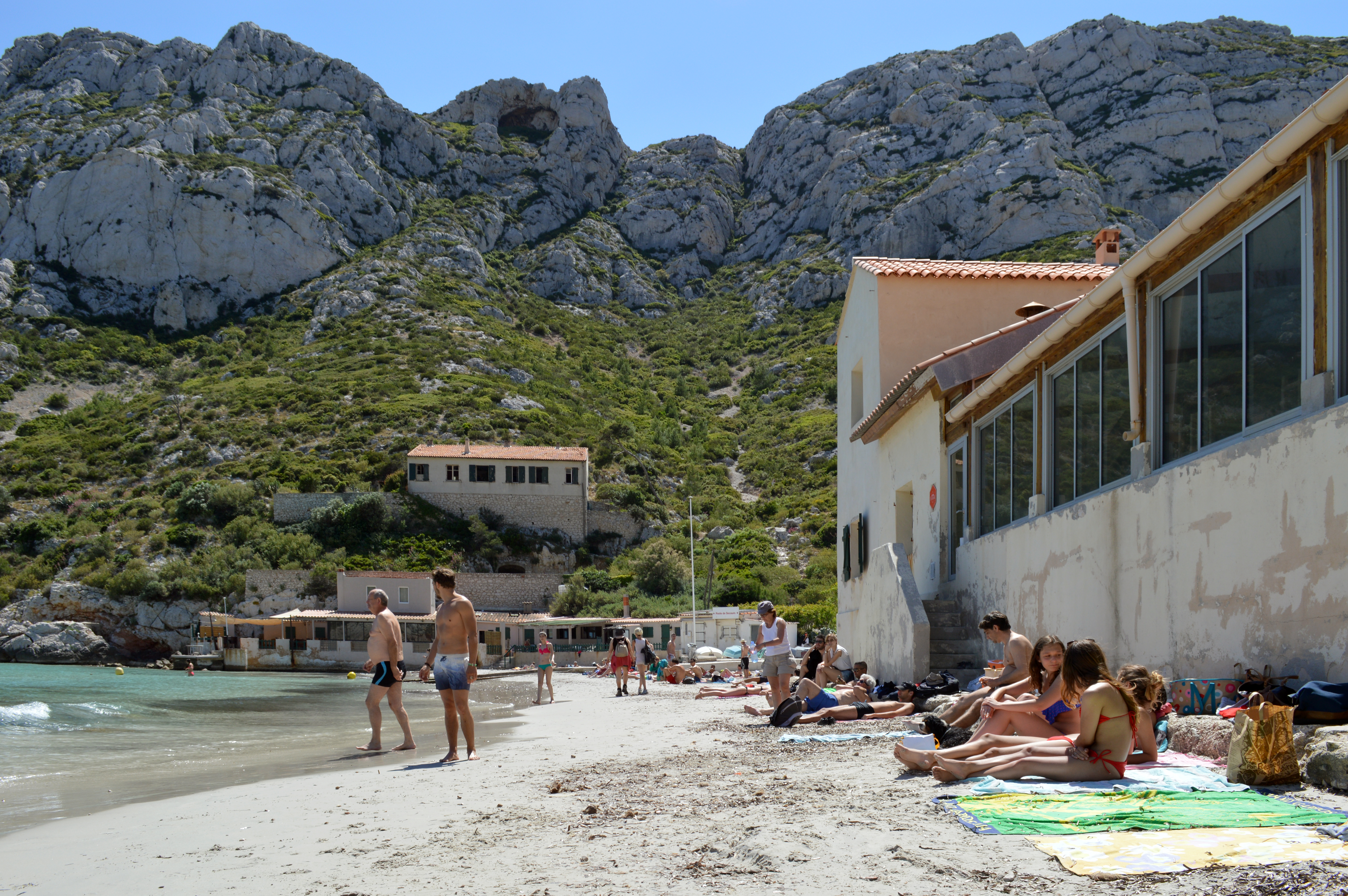
La plage principale
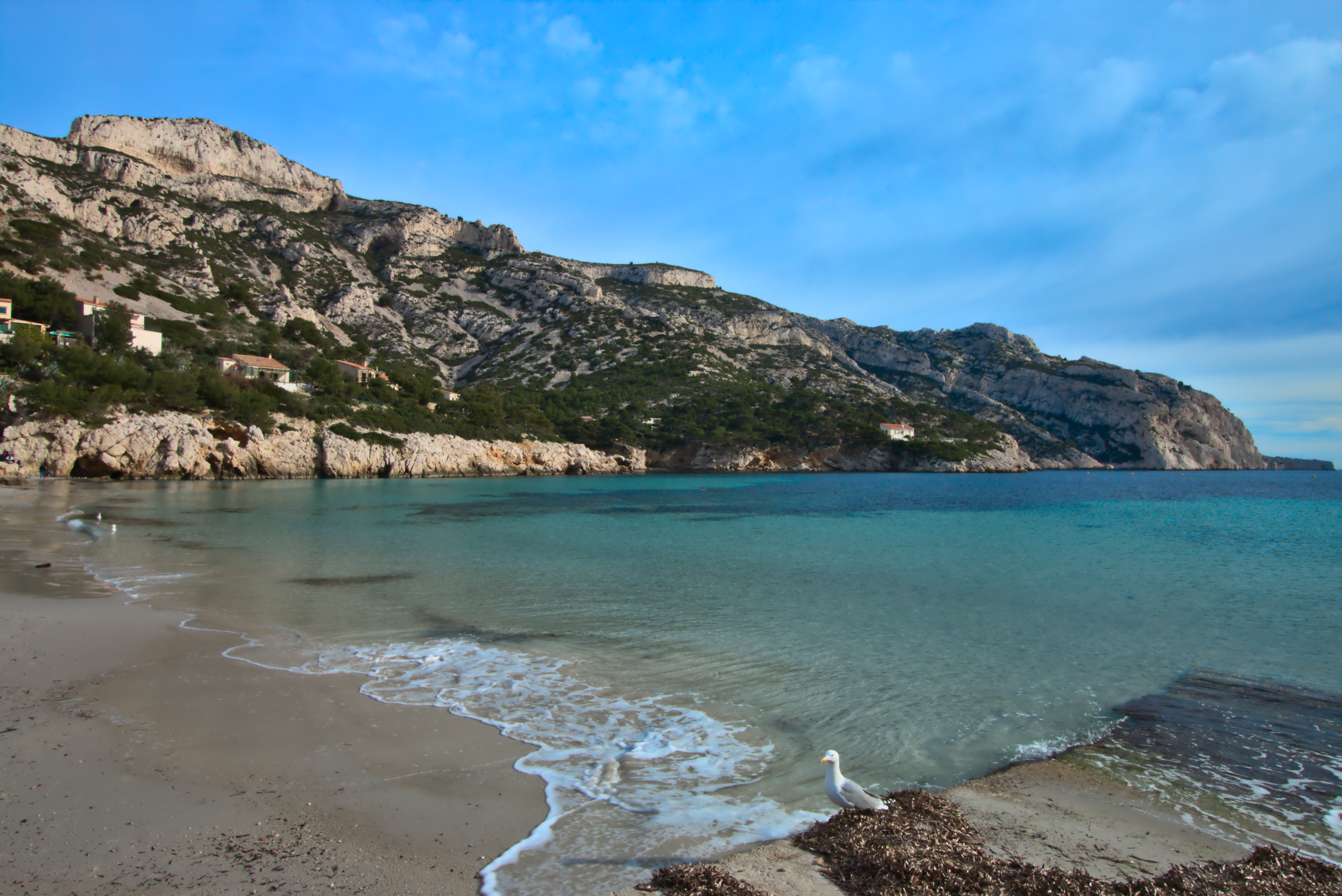
La calanque vue de la plage principale
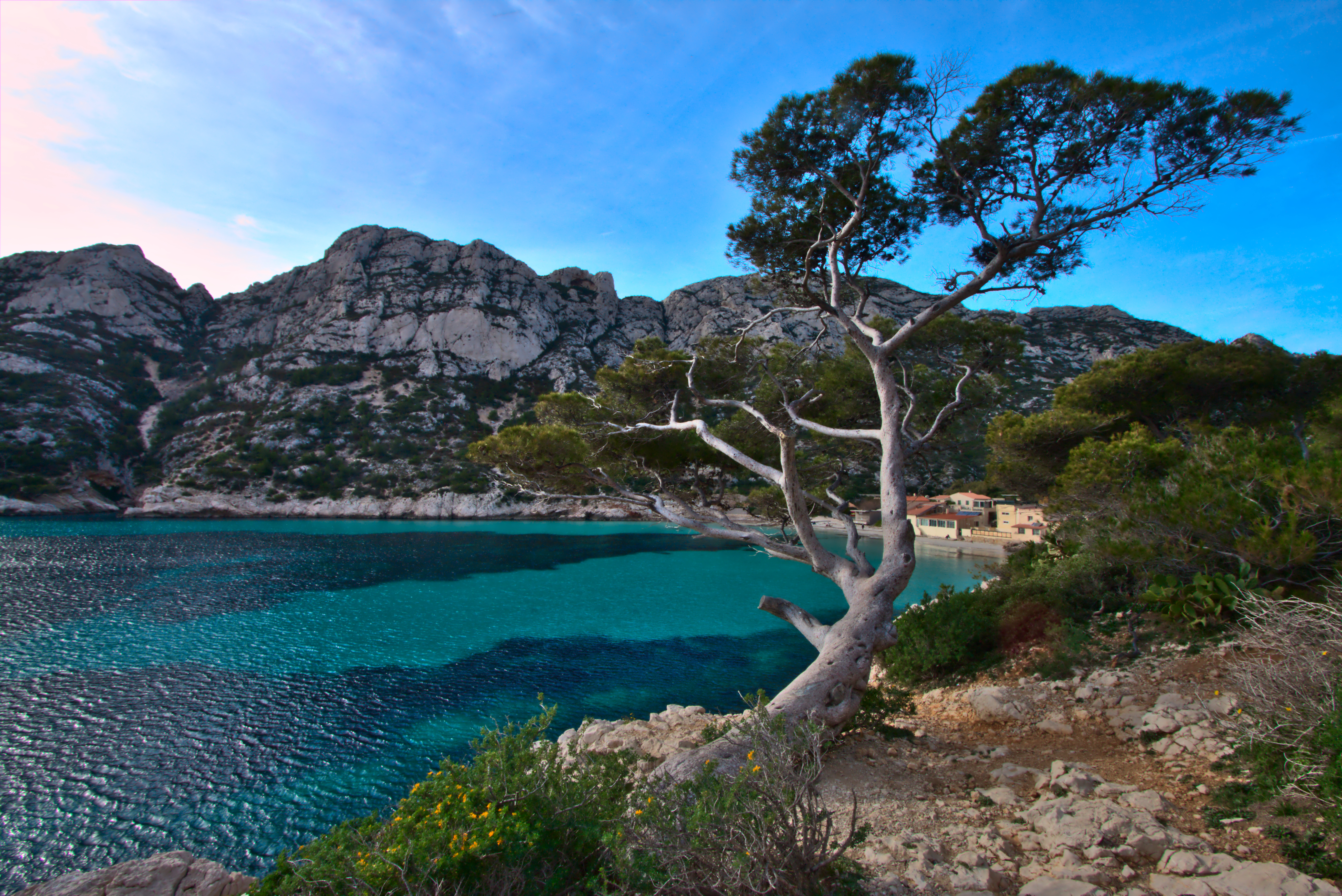
La calanque vue du nord-est
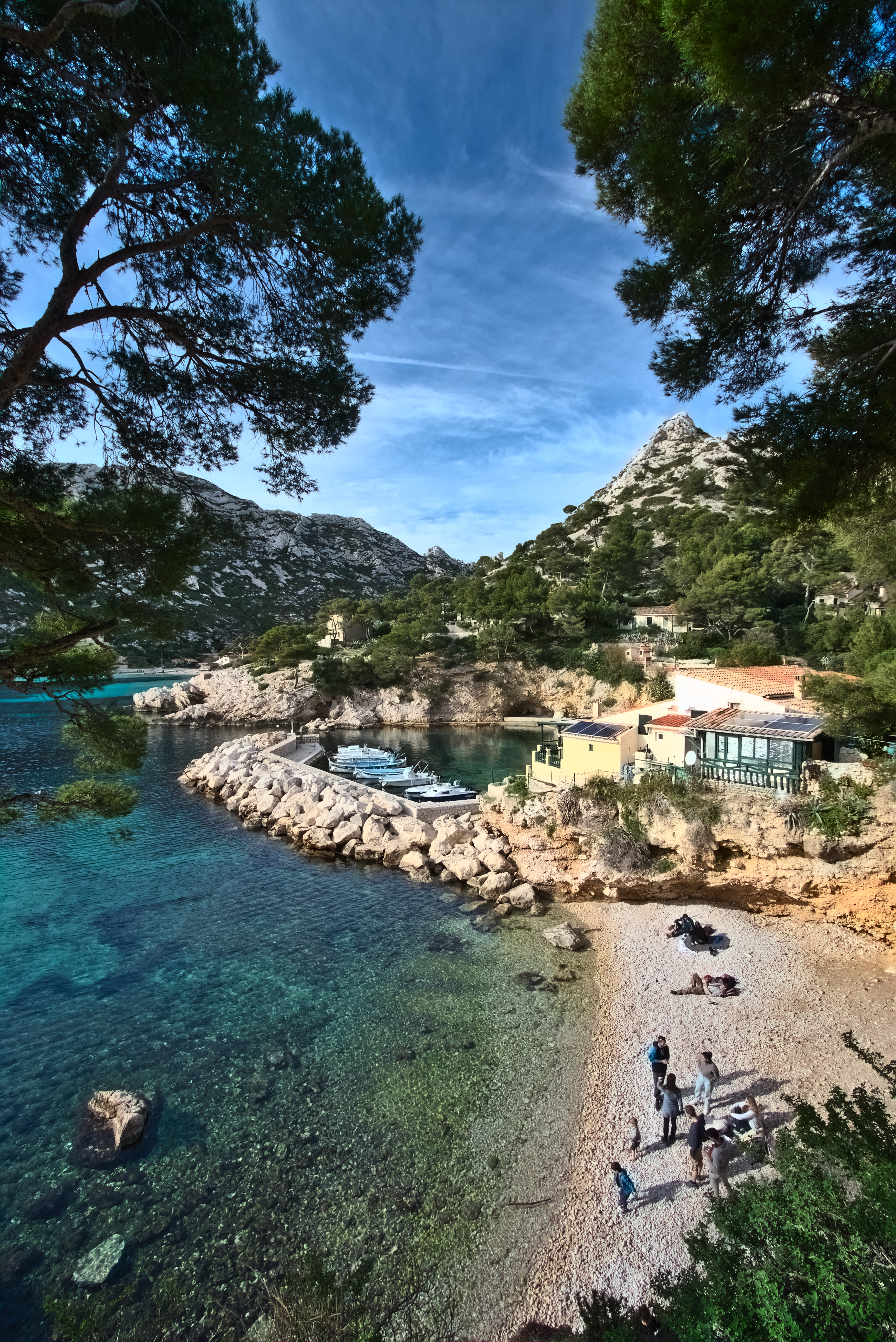
La petite plage et le port de l'est

## Œuvre artistique et cinéma
La carrière de pierre de la calanque de Sormiou a fait l'objet d'un tournage, en décors pour la série Draculi & Gandolfi de Guillaume Sanjorge,. La calanque joue également un rôle important dans le livre Paresse pour tous d'Hadrien Klent: le personnage d'Emilien Long y loue un cabanon dans lequel il s'installe pendant le confinement du printemps 2020, au moment où il débute l'écriture de son livre intitulé Le Droit à la paresse au XXIe siècle.